# Long Museum

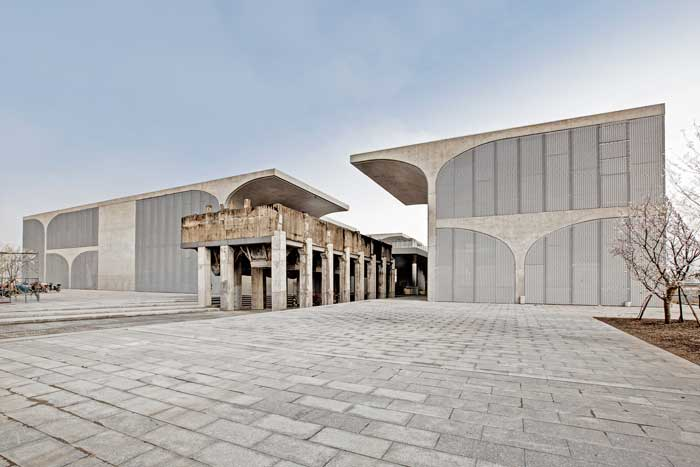
Long Museum West Bund

Das Long Museum (chinesisch 龙美术馆, Pinyin Lóng Měishùguǎn) ist ein privates Museum in der Volksrepublik China. Inhaber ist der chinesische Tycoon Liu Yiqian. Das Museum mit zwei Häusern in Shanghai sowie drei Ausstellungsetagen im Guohua Financial Centre in Chongqing, der größten Stadt Chinas, beherbergt die Kunstsammlung des Ehepaars Liu Yiqian und Wang Wei.
Bekanntestes Gemälde des Long Museums ist das mit 170,4 Mio. Dollar zurzeit drittteuerste in einer Auktion verkaufte Bild Liegender Akt von Amedeo Modigliani.

## Long Museum Pudong
Das Museum in Shanghai, das von dem chinesischen Designer und Architekten Zhong Song entworfen wurde, feierte seine Eröffnung am 18. Dezember 2012. Leiterin des Museums ist Liu Yiqians Ehefrau Wang Wei. Das Haus hat auf vier Stockwerken eine Gesamtfläche von 10.000 m².
Die Räume im Erdgeschoss mit Lesesaal, Bibliothek und Auditorium dienen u. a. der museumspädagogischen Arbeit des Hauses.
Im ersten Stock wird zeitgenössische chinesische Kunst gezeigt. Hier befinden sich außerdem die üblichen für das Publikum zugänglichen Räume wie Museumscafé und Shop. In der Dauerausstellung des dritten Stock wird moderne chinesische Kunst gezeigt, von der Yan'an-Periode, über die Kulturrevolution bis zur Modernisierung Chinas seit den 1980er Jahren.

## Long Museum West Bund
Das Long Museum West Bund befindet sich im Zentrum des West Bund Culture Corridor im Binjiang – Xuhui District in Shanghai. Entworfen wurde es von dem Architekten Liu Yichun von dem chinesischen Architekturbüro Atelier Deshaus./Das Gebäude umfasst eine Fläche von 33.000 m², davon sind 16.000 m² Ausstellungsfläche. Die Leiterin des Museums ist ebenfalls Wang Wei.
Ausstellungen
- 2017 James Turrell - Immersive Light.
- 2017/18: Asian Impression: Chinese, Japanese and South Korean Contemporary Art Exhibition
- 2018: The Smoke of the Brush: Ming and Qing Dynasties Painting and Calligraphy from Long Museum Collection

## Long Museum Chongqing
Das Sammlerehepaar unterhält in der Millionenstadt Chongqing ein weiteres Museum, in dem es Teile seiner Sammlungen ausstellt. Leiterin des Museums ist ebenfalls Wang Wei.
Das Museum mit einer Grundfläche von 12.000 m² ist in drei Stockwerken des Guohua Financial Centre, das sich im Besitz von Liu Yiqian befindet und das außerdem Banken und Versicherungen beherbergt, untergebracht. Das Museum wurde am 22. Juli 2016 mit einer Ausstellung von Ólafur Elíasson eröffnet. Zu der eher ungewöhnlichen Lage des Museums in einem Finanzzentrum sagte Liu Yiqian:
„Chinas Eliten brauchen ein gefestigtes Kunstkonzept. Es ist von entscheidender Bedeutung ein Kunstmuseum in einem Finanzzentrum einzurichten“.
Das Ausstellungskonzept unterscheidet sich nicht wesentlich von den beiden Häusern in Shanghai: Gezeigt werden traditionelle chinesische Kunst, chinesische Kunst aus der Zeit der Revolution, zeitgenössische europäische und chinesische Kunst. Dazu kommen Objekte aus der Region Sichuan.